# حرب الجبهة
حرب الجبهة أو حرب المناطق الوسطى هي حرب بالوكالة قامت في الجمهورية العربية اليمنية بدعم من الحزب الاشتراكي في الجنوب، وكانت في المناطق الوسطى في اليمن (تعز - إب - البيضاء - ذمار - ريمة وغيرها)، كان تدهور الظروف والمعيشية، وتفشي الظلم، وحرمان الناس من خدمات الثورة، والجمهورية من أهم الأسباب التي دفعت المواطنين للانضمام للجبهة، وعلى الرغم من أن بعض الكتابات ترجع البدايات الأولى لأحداث المناطق الوسطى إلى فترة الستينيات، إلا أن المرحلة الأهم في نشاط الجبهة كانت في الفترة التي أعقبت مقتل الرئيس إبراهيم الحمدي، ومع تولي علي عبد الله صالح الحكم في 17 يوليو 1978، وقد امتد نشاطها الملتهب نحو خمس سنوات.

## نبذة
تشكلت الجبهة في عهد الحمدي، وتحديداً في 11 فبراير 1976م من اتحاد خمس قوى يسارية هي: الحزب الديمقراطي الثوري، ومنظمة المقاومين الثوريين، وحزب الطليعة الشعبية، وحزب العمل اليمني، واتحاد الشعب الديمقراطي، وبالإضافة إلى النشاط المسلح الذي كانت تقوم به الجبهة في المناطق الوسطى بدعم من الحزب الاشتراكي الحاكم في الجنوب آنذاك، فقد اندلعت بين النظامين الشطريين حربان رسميتان، الأولى كانت عام 1972م، والثانية في 1979م، وفيها مني جيش الشمال بخسارة فادحة، لم يخفف من سوئها سوى تدخل بعض الدول وكذلك جامعة الدول العربية، ومع تدخل جامعة الدول العربية وعقد قمة الكويت بين الرئيس علي عبد الله صالح وعبد الفتاح إسماعيل الجوفي، إلا أن النشاط المسلح للجبهة لم يتوقف في عدد من مناطق محافظات صنعاء وذمار والبيضاء والجوف ومأرب وبشكل أكبر في محافظتي تعز وإب.

## مقدمة
تعود بداية الأعمال المسلحة التي كانت تقوم بها فصائل اليسار في الجمهورية العربية اليمنية إلى انقلاب نوفمبر 1967م، فمع أن الوحدات العسكرية المحسوبة على اليساريين شاركت في تنفيذ الانقلاب، إلا أن قادتها عادوا وتحفظوا على تولي الرئيس عبد الرحمن الإرياني الرئاسة، ووصفوا انقلاب نوفمبر بأنه انتصار للرجعية.
وفي تلك الفترة حدثت تحولات دراماتيكية متلاحقة، فقد حدث تصادم بين التيارات اليسارية وقيادة القوات المسلحة خلال أحداث حصار صنعاء، تمكنت خلاله القوات الموالية لقيادات الجيش برئاسة الفريق العمري والقوات الشعبية المساندة له من إلحاق هزيمة ساحقة بالوحدات العسكرية الواقعة تحت نفوذ التيارات اليسارية، فر على إثرها عدد كبير من ضباط وجنود تلك المعسكرات، وأعضاء لجان الدفاع الشعبي الموالية لهم، إلى الجنوب، وعاد بعضهم إلى مناطقهم في جنوب وغرب اليمن الشمالية، حيث شرعوا في العمل المسلح ضد مشائخ القبائل وممثلي السلطة المركزية.
كما حدث تحول في الإطار الفكري لفرع حركة القوميين العرب في شمال اليمن، فقد قطعت صلتها الفكرية والتنظيمية بحركة القوميين العرب (الأم)، وتحولت إلى تنظيم ماركسي، "ففي الفترة من 24 إلى 26 يونيو 1968م، جرت أعمال المؤتمر الاستثنائي لحركة القوميين العرب اليمنية في مدينة جبلة، وأقر المؤتمر تأسيس الحزب الديمقراطي الثوري اليمني، وأنه لن يكون لهذا الحزب أي علاقات أو صلات تنظيمية بحركة القوميين العرب وقيادتها المركزية، ومن أهم ما جاء في المؤتمر إقراره للبرنامج السياسي للحزب القائم على أسس ومبادئ الاشتراكية العلمية، وسعيه لتوحيد أداة الثورة في الجنوب والشمال كمقدمة لإنجاز الوحدة الكاملة لكلا الشطرين، واعتبر المؤتمر حرب التحرير الشعبية هي الإستراتيجية الصائبة الوحيدة للاستيلاء على السلطة في البلاد 
وقد تساير هذا مع انتصار التيار اليساري في الجبهة القومية، وهيمنته على سلطة الدولة في الجنوب، ومد صلاته ودعمه لذات التيار في الشمال. استمر الصدام بين الدولة والمتمردين خلال فترة حكم الرئيس عبد الرحمن الإرياني واشتد الصراع أثناء حكومة القاضي عبد الله الحجري، المحسوب على الإخوان المسلمين، والذي كان متحمساً للقضاء على تمرد «الجبهة الوطنية», وكان قد تم اختياره رئيساً للوزراء إلى جانب كونه عضواً في المجلس الجمهوري ليقوم بهذه المهمة، وكان مشائخ القبائل وفي مقدمتهم الشيخ عبد الله بن حسين الأحمر وتنظيم الإخوان المسلمين أبرز القوى التي تسانده.

## بداية التمرد
ابتدءاً من عام 1971م، اندلعت في مناطق إب، وريمة، ورداع، وفي المناطق المتاخمة للحدود مع اليمن الجنوبي: قعطبة، الحشاء، دمت، والبيضاء، حركة تمرد، وتكونت الفرق المسلحة تحت قيادة «منظمة المقاومة الثورية», والتي أنشأها الأعضاء السابقون في حركة القوميين العرب «واستغلوا سخط وتذمر الفلاحين إزاء استغلال الإقطاع ومشايخ القبائل لهم فنظموا تمرد الفلاحين والأعمال التخريبية ضد المستغِلين».
تراجع النشاط المسلح لفصائل اليسار في فترة الرئيس إبراهيم الحمدي؛ لأنه من الناحية العملية وحتى الفكرية كان قريبا من تيار اليسار، فهو يتحرك على نفس الأرضية وله نفس المطالب، ويرفع الشعارات نفسها، ولذلك فقد كان العنف من قبل تنظيمات اليسار غير مبرر في عهده، وبالرغم من ذلك تم إعلان تشكيل الجبهة الوطنية أثناء فترة حكمه (5), وباغتيال الرئيس ابراهيم الحمدي ؛ اشتعل الصدِّام وبقوة بين نظام الرئيس أحمد حسين الغشمي، من جهة وفرع الحزب الاشتراكي اليمني الموحد في الجمهورية العربية اليمنية والقوى المعارضة للنظام من جهة ثانية، حيث انضمت قوى جديدة إلى الجبهة الوطنية، خاصة بعد اتهام الغشمي بالمشاركة المباشرة في اغتيال الرئيس الحمدي.ومن أبشع جرائم الجبهة القومية ما كان يحدث في قاع ال مظفر من الغام وتفجيرات راح ضحيتها آلاف الابرياء.

### الغشمي
وبعد توليه السلطة مباشرةً لم يستطع الرئيس أحمد حسين الغشمي أن يؤمِّن لنفسه تأييد ودعم الكثير من ضباط الجيش ، خاصة قوات الصاعقة والمظلات، كما وقفت ضده قوات العمالقة التي كانت تحت قيادة عبد الله الحمدي، كل تلك الأوضاع اضطرته إلى البدء بإجراءات التصفية داخل الجيش، وكانت هذه الإجراءات موجهة بالدرجة الأولى ضد أصدقاء وأنصار الحمدي (6), فقد انضمت «قوات المظلات» التي تمردت على الرئيس الغشمي بقيادة عضو مجلس قيادة الثورة عبد الله عبد العالم إلى عناصر الجبهة الوطنية في قتالها ضد النظام في صنعاء، وانتشر بعضهم في الأرياف، حيث قادوا معارك مسلحة ضد ممثلي الدولة، وفي تلك الفترة أصبحت العلاقات بين الجبهة الوطنية الديمقراطية واحمد حسين الغشمي متوترة، حيث تقدمت الجبهة إلى الغشمي بعدة مطالب.

### صالح
تولى الرئيس علي عبد الله صالح السلطة والأوضاع في البلاد في حالة من الضعف والاضطراب، وفي أقل من ثلاثة أشهر منذ توليه السلطة، وتحديدا في 15 أكتوبر 1978، تعرض لانقلاب، وقف وراءه التنظيم الناصري الذي كان حليفًا للرئيس إبراهيم الحمدي، وكان عدد كبير من قيادات الانقلاب يتولون مناصب قيادية في الجهازين المدني والعسكري، وبعد فشل الانقلاب، وحدوث الاعتقالات والإعدامات الجماعية التي وجُهت للقائمين به.
نزح الناصريون ومعهم الآلاف من مواطني وقبائل الشمال الموالين لهم إلى الجنوب، الذي وقف معهم ودعم خطواتهم في مقاومة السلطة، وساهم في تقريب وجهات النظر بينهم وبين قوى المعارضة الأخرى، حيث سار بقية أعضاء جبهة 13 يونيو (الناصرية) على طريق الوحدة مع الجبهة الوطنية الديمقراطية... وطبقًا للاتفاق الذي تم التوصل إليه تتولى الجبهة الوطنية الديمقراطية قيادة نشاط مختلف القوى الوطنية الديمقراطية، اليسارية والقومية في البلاد؛ بهدف إقامة السلطة الوطنية الديمقراطية في الشطر الشمالي من اليمن حسب ما يقال، على طريق تحقيق وحدة كلا الشطرين في اليمن الديمقراطي الواحد.
عزز توحدُّ جبهة 13 يونيو الناصرية مع الجبهة الوطنية من قوة المعارضة المسلحة، وهذا بدوره ساعد على تكثيف نشاطها (العسكري) في نهاية 1978 في المناطق الواقعة بين دمت والبيضاء، وفي مناطق وادي بنا وفي الحجرية الواقعة جنوب محافظة تعز، وسقطت تحت السيطرة الكاملة للجبهة عدة قرى أخرى وأصبحت تسمى «بالقرى المحررة».
وزاد من قوة وهيبة الجبهة الوطنية فشل الحملات العسكرية التي كانت توجه ضدها، فقد كان عدد من الجنود والضباط يفضلون الانضمام إلى صفوف الجبهة الوطنية، الأمر الذي رفع من هيبتها إعلاميًا وسياسيًا. «وتميز الوضع السياسي السائد في الجمهورية العربية اليمنية في النصف الثاني من عام 1978م بعدم الاستقرار، والإنذار بإمكانية تغيير النظام، وتوقعت القوى الديمقراطية (اليسارية) في عدن احتمال انتقال السلطة إلى القوى التقدمية بقيادة الجبهة الوطنية».
ولهز النظام السياسي في الشمال والتسريع في إسقاطه بيد الجبهة الوطنية، افتعل النظام السياسي في الجنوب الحرب مع الشطر الشمالي، التي اندلعت في 23 فبراير 1979، وهزم فيها جيش الشمال، ولم يخفف من حجم الهزيمة سوى مساندة القوى القبلية له، والتدخل الحازم من قبل سوريا والعراق لوقف القتال، وإنقاذ النظام في الشمال، وأصدرت الجبهة الوطنية بلاغًا جاء فيه بأن فرقها المسلحة العاملة في اليمن الشمالي تسيطر سيطرة كاملة على المدن اليمنية الشمالية، قعطبة، والبيضاء، وحَرِيب.

### الوساطات
أدى تدخل جامعة الدول العربية واتفاقية الكويت بين الرئيس علي عبد الله صالح وعبد الفتاح إسماعيل إلى توقف القتال مع الشطر الجنوبي، لكنه لم يحل مشكلة الصراع مع الجبهة الوطنية، حيث استمر القتال مع تشكيلاتها المسلحة في عدد من المناطق في محافظات صنعاء، وذمَار، والبيضاء، والجوف، ومأرِب، وبشكل أكبر في محافظتي تعز وإب.
عقد الرئيس علي عبد الله صالح عدة حوارات مع قيادات الجبهة الوطنية، بهدف امتصاص ضغوطها وكسب الوقت، ليتمكن من إجراء الترتيبات العسكرية والسياسية التي تمكنه من المواجهة، أما الجبهة الوطنية فقد كانت ترى أن ميزان القوى يميل لصالحها، ولذا فإن بإمكانها فرض مطالبها وشروطها على النظام الذي كان في حالة من العزلة والضعف.

## الإخوان
وفيما كان القتال يشتعل في كثير من مناطق الجمهورية، وزحف الجبهة الوطنية يتقدم عسكريًا تجاه صنعاء وسياسيًا تجاه فرض رؤيتها الفكرية ومطالبها السياسية على النظام ومنها المشاركة في عدد من الوزارات السيادية، كان هناك حراك يعمل داخل حركة الإخوان المسلمين، وربما لا يقل أهمية عن الحراك الذي يجري على الساحة الوطنية.
لقد كانت الحركة الإسلامية أسيرة لاستقطاب حاد بين منهجي العمل، وقد ساهمت التطورات المتلاحقة على الساحة الوطنية، وما تحمله من مخاطر محدقة بالحركة الإسلامية أولًا، وبالبلاد ثانيًا، في رفع سقف الحراك داخل الحركة نفسها، وعجلت في حسم خيار تغيير القيادة، وبعد تخطي المصاعب الداخلية توقفت مؤسساتها القيادية حول الأسلوب المناسب الذي تتعامل به الحركة مع التطورات الملتهبة، وفي مقدمتها مخاطر سقوط البلاد بيد اليسار، ورغم معارضة بعض القيادات لمشاركة الحركة في العمل المسلح، لكن التطورات الميدانية وضعتهم أمام الأمر الواقع.
وثار جدل واسع، استمر لفترة غير قصيرة داخل مؤسسات الحركة حول الجوانب الشرعية والأمنية والسياسية لقرار المواجهة العسكرية، إذ كان هناك رأي يخشى من استهداف السلطة للحركة بعد انتهاء المعارك، ويحذر من تكرار ما حدث للإخوان المسلمين في مصر بعد مشاركتهم في حرب فلسطين عام 1948م، حيث تم نقلهم من ميدان المعركة إلى سجون السلطة، غير أن مؤسسات الحركة غلّبت في الأخير اعتماد الرأي القائل بالمواجه المسلحة مع فرع الحزب الاشتراكي في شمال اليمن، واتخذت قرارًا آخر بضرورة الدفع بالسلطة لمشاركة الحركة في المواجهة.
وبمبادرة ذاتية، مهد القاضي أحمد الأكوع للقاء بين الرئيس ووفد من قيادة الحركة برئاسة الأستاذ ياسين عبدالعزيز القباطي المراقب العام لحركة الإخوان المسلمين في اليمن ومعه الأستاذ محمد حسن دماج والأستاذ عبدالملك منصور أمين عام الحركة في ذلك الوقت ، والذي قدم نفسه باعتباره يمثل قيادة تنظيم الإخوان المسلمين وهي المرة الأولى التي يتم التعامل فيها مع قيادة الدولة بالإسم الحقيقي للجماعة، وأوضح الوفد للرئيس المخاطر المشتركة التي يمثلها العمل المسلح لتنظيم اليسار على الطرفين، وعرض عليه إمكانية التعاون بينهما لمواجهته، وفي اللقاء الثاني قدمت قيادة الحركة مخططًا يوضح مساحة الالتقاء الواسعة بين الرئيس والإخوان فكريًا وسياسيًا.
لم يكن الرئيس واثقًا بقدرة تنظيم الإخوان المسلمين على الوقوف أمام الجبهة الوطنية بعد أن عجزت وحدات الجيش والأمن عن صد هجماتها، كما أن معظم قيادات الدولة كانت يائسة من إمكانية المواجهة العسكرية مع الجبهة الوطنية، فهمت قيادة الحركة أسباب تردد الرئيس الناتج عن عدم ثقته بقدراتها، وآثرت أن تقدم له إجابة عملية، فكلفت أحد أعضائها عبد السلام خالد كرمان بالشروع في مواجهة التنظيم اليساري المسلح في منطقته شرعب، وتمكنت الحركة بذلك من إلحاق الهزيمة بأنصار الجبهة الوطنية في تلك المنطقة، فبدأ الرئيس يقدم بعض الدعم المحدود، وعندما تعثر الحوار بينه وبين الجبهة الوطنية الديمقراطية، ولم تجد الأخيرة وفاءً من الرئيس، هاجمت أحد المعسكرات بمنطقة وادي بنا بمحافظة إب واستولت عليه، وفي تلك الأثناء تضاعف دعم الرئيس للإخوان، وشمل الدعم بعض الذخائر والمؤن والغذاء وبعض التسهيلات الميدانية، وقد تم ذلك بصورة سرية نتيجة لعدم إعلان التعددية الحزبية، حيث كانت التنظيمات السياسية موجودة في الظل وغير معلنة، لأن الدستور يمنع ذلك، كما ارتفع سقف التنسيق بين القيادات العسكرية الميدانية، والفرق القتالية الإخوانية.

### المواجهة العسكرية
كانت أهم الترتيبات التي قامت بها الحركة الإسلامية استعدادًا للمواجهة العسكرية مع التنظيمات الماركسية المسلحة تتمثل في الآتي:
1. تعيين قيادات من أبناء المناطق التي سيتم مواجهة أنشطة الجبهة الوطنية فيها، ممن يمتلكون القدرات القيادية والاستعداد للتضحية.
2. إجراء مسح للمناطق التي بها نشاط للجبهة الوطنية، لمعرفة الطبيعة الطبوغرافية للمنطقة.
3. معرفة حجم قوة الجبهة في كل منطقة تتواجد فيها.
4. تجنيد مجاميع من عناصر الحركة، وتدريبهم على استخدام أسلحة حرب العصابات.
5. التنسيق مع المسؤولين الحكوميين في المحافظات، للتعاون مع المكلفين بقيادة المواجهة المسلحة.
6. توفير الأسلحة والذخائر اللازمة للقيام بعملية المواجهة.
7. تدريب المشاركين من أعضاء الحركة الإسلامية على كيفية التعامل الاجتماعي والدعوي مع أبناء المناطق التي يتواجد بها اليسار.
8. حشد مجاميع دعم من جميع المحافظات لمناطق المواجهة، وتدريبهم على الأسلحة المستخدمة.

تعاملت الحركة مع المناطق التي يسيطر عليها أو يتواجد فيها اليسار بما يناسب كل منها، ففي المناطق الوسطى أعطت الحركة أولوية للعمل الوعظي، من خلال نزول أعضائها على شكل مجموعات مسلحة، تتنقل بين القرى وتقوم بتوعية المواطنين، من خلال منابر المساجد، والمهرجانات والزاومل الشعبية والمقايل، ثم بدأ الاحتكاك بين المجموعات الإسلامية والمجموعات اليسارية.
قابلت «الجبهة الوطنية» ذلك التواجد البسيط للإسلاميين بسخرية واستخفاف وكان تقدير الجبهة أنه لا يمكن لأي طرف آخر أن يواجهها بعد أن فشل الجيش، وفي صيف عام 1980م اندلعت أولى المواجهات المسلحة بين الطرفين في منطقة (خُبان) بمحافظة إب، بقيادة الشيخ عبدالرحمن يحيى العماد القيادي البارز بحركة الإخوان المسلمين، وتكللت بانتصارات حاسمة أدت إلى تراجع كبير ونكسة هي الأولى من نوعها لليساريين بعد أن كانوا أسطورة خارقة في نظر المواطنين والقوات المسلحة، وامتد القتال على أثرها إلى كل مناطق النفوذ اليساري. في تلك الأثناء بدأت السلطة في تزويد الإسلاميين بالإمكانيات اللازمة لاستمرار المواجهة، في الوقت الذي بدأ التنسيق بين وحدات الجيش والمجموعات الإسلامية المسلحة في استلام المواقع التي كانت الجبهة الوطنية تنسحب منها.
اشتدت المعارك بين أعضاء الجبهة الوطنية من جهة وأنصار الإخوان المسلمين والجيش من جهة ثانية، وفيما أفرزت الحركة أمينها العام الأستاذ عبد الملك منصور للتواصل مع قيادات الدولة، وتأمين الدعم اللازم للعمل العسكري، انشغلت بقية القيادات في إدارة المعارك التي اتسع نطاقها من قضاء ريمة وحتى الحدود مع الشطر الجنوبي، حيث كان يتم تجميع أنصار وأعضاء الإخوان من المحافظات التي لا يوجد بها عمل مسلح وإنزالهم على شكل دفعات إلى مناطق الاقتتال، ليستمروا هناك فترة محددة ثم يتم استبدالهم بآخرين، وهكذا.
وقد شاركت الوحدات العسكرية التي خرجت من الجنوب بعد وصول اليسار المتطرف إلى السلطة في عدن في المعارك العسكرية ضد فرق الجبهة الوطنية بقيادة «حسين عثمان عشال»، والذي كان قائد الجيش عند استقلال الشطر الجنوبي، ونسق مع فرع الحركة في عدن وانضم فيما بعد إلى تنظيم الإخوان، كما قام الضباط في تلك الوحدات بتدريب المتطوعين من الإخوان، كونهم يمتلكون خبرة عسكرية سابقة.
ورغم التقدم الذي كانت تحرزه الحركة الإسلامية بمساندة فرق من الجيش ـ بعد أن تم إعادة ترتيبها ـ لاسيما في المناطق الوسطى، إلا أن الأمر لم يكن كذلك في مناطق أخرى، مثل ريمة وعُتُمة ووُصاب، بسبب الظروف الجغرافية الوعرة، ومحدودية عناصر الإخوان في تلك المناطق، وبسبب الأخطاء التي كانت ترتكبها الحملات العسكرية الرسمية، فبعض الحملات العسكرية لم تكن تميز بين المواطنين والمتمردين، مما أحدث تعاطفًا محليًا مع من كانت تطلق عليهم الدولة «بالمخربين»، هذا إلى جانب فشل عدد كبير من الحملات العسكرية إما بسبب أن ولاء بعض أفرادها يميل لصالح اليسار، أو لعدم خبرتها بالمنطقة، ولأساليب حرب العصابات والكر والفر التي كان يتّبعها المتمردون، مما يرفع من هيبتهم لدى المواطنين.
ولم يتم تجاوز هذه المشاكل إلا عندما أسندت قيادة الحملات العسكرية إلى أشخاص ينتمون إلى نفس المناطق التي توجه إليها الحملات العسكرية، فعلى سبيل المثال: لم تفلح الحملات العسكرية التي كانت ترسلها السلطة في صنعاء إلى منطقة ريمة إلا بعد أن أُسندت قيادتها إلى الشيخ علي يوسف الجعدي، وهو ينتمي إلى ذات المنطقة وعضو بتنظيم الإخوان المسلمين، ولمعرفته بخريطة الانتماءات في المنطقة تمكن من جذب تأييد قطاع كبير من المواطنين، وتجنب الإضرار بهم، والقضاء على التمرد وفرض سلطة الدولة في المنطقة.
خاضت فرق الجبهة الإسلامية صراعًا عنيفًا مع قوات الجبهة الوطنية الديمقراطية، وأعلن المشايخ انضمامهم إلى جانب «فرق الجبهة الإسلامية»، وهذا المسمى هو الاسم الذي أطلقه المواطنون ووسائل الإعلام الخارجية على الفرق المقاتلة من الإخوان المسلمين ومن معهم من المواطنين، في مقابل الجبهة الوطنية. ميل المعارك لصالح الإسلاميين أدى إلى حدوث تحولات في مواقف المواطنين، حيث أخذوا يتحررون نفسيا من إرهاب الجماعات المسلحة التابعة للجبهة الوطنية، لكن الصحيح هو عكس ما ذكر في هذا الموضوع، حيث وجميع المصادر التي وردت هنا هي لأشخاص يتبعون جماعة الإخوان المسلمين، والصحيح ان المواطنين كان يتم شراءهم بالمال مرغمين لسد جوعهم وجوع أطفالهم، بالإضافة إلى استغلال جماعة الإخوان المسلمين الارهابية لاستغلال الدين ومخاطبة عواطف في تلك المناطق النائية والفقيرة، حيث كان الدور الأكبر لتحييد وحشد المواطنين البسطاء هو الخطاب الديني والذي يعتبر هو السلاح الفتاك الذي يلامس عواطف البسطاء لمثل هذه المجتمعات، خاصة وقد كان يتم انزال من يسمون بالعلماء الربانيين، أو الكهنة أن صح التعبير الموالين لجماعة الإخوان الذين كانوا يمارسون الخطابة والوعظ داخل مؤسسات الجيش وبين المواطنين وإصدار الفتاوى الدينية بتكفير المناضلين في صفوف الجبهة الوطنية واستحلال دمائهم واموالهم نصرة للدين والآله حد زعمهم، بينما ما تم هو عقد صفقة بينهم والرئيس علي عبدالله صالح على أن يتم اشراكهم في الحكومة ودعم حركة الإخوان المسلمين بالامول وشراء ذمم علماء الدين. الجيش. وهاهي جماعة الإخوان اليوم قدمت الاعتذار لشعب الجنوب الذي استمرت في شن الحروب الدينية على أهلنا في الشطر الجنوبي حتى عام 94 وقدمت الاعتذار في مؤتمر الحوار الوطني، بالإضافة إلى إلى إنكار علماء الجماعة بأنهم كانوا قد قاموا بتكفير أهلنا في جنوب الوطن وشماله، والذين كانوا يعملون من أجل الحرية والديمقراطية وحقوق الإنسان وبناء الدولة المدنية لليمن المنشود .

## المفاوضات
وبالتوازي مع المواجهات المسلحة، كانت تتم مفاوضات متقطعة بين الرئيس علي عبد الله صالح وبعض قيادات الدولة من جهة، وممثلين عن الجبهة الوطنية من جهة ثانية، وبناء على سير المعارك أخذ موقف الرئيس التفاوضي يتعزز مقارنة بما كان عليه في المراحل الأولى للمواجهة، وفي المقابل أخذ سقف مطالب الجبهة الوطنية في التراجع التدريجي، ففي البداية طلبت الجبهة الوطنية من قيادة الجمهورية العربية اليمنية تطبيق الشروط التي تقدمت بها قبل أن تلقي بسلاحها، ومن بين هذه المطالب: 
| حرب الجبهة | إجراء الإصلاح الزراعي في البلاد على غرار ما تم في الجنوب (التأميم الزراعي)، وإزاحة أنصار الإقطاع من الحكومة، وتخفيف الاعتماد على السعودية، واتخاذ إجراءات محددة لتحقيق الوحدة مع اليمن الجنوبي | حرب الجبهة |

وتمخض الحوار بين الرئيس علي عبد الله صالح وسلطان أحمد عمر إلى بحث أشكال مشاركة الجبهة في إدارة البلاد، ووافق الرئيس على ضم عناصر من الجبهة في الحكومة، على أن لا يأخذ ذلك طابع التمثيل الرسمي للجبهة (30).
وفي أغسطس 1980م تم التوصل إلى توقيع اتفاق بين الرئيس وقيادة الجبهة، يقضي بتوقف العمليات العسكرية، وأطلقت سلطة الجمهورية العربية اليمنية سراح بعض أعضاء الجبهة، كما سمحت للجبهة بإصدار صحيفتها الأسبوعية «الأمل»(31)، وهي الصحيفة التي استمرت في الصدور حتى أحداث يناير 1986 في الجنوب وكانت تعبر عن وجهة نظر اليسار.
غير تدخل الإخوان المسلمين في القتال ميزان القوى لصالح النظام السياسي في الميدان، وتغيرت معه مطالب الجبهة الوطنية، ففي منتصف يونيو 1982 أجرى «قادة الجبهة الوطنية الديمقراطية» محاولة أخرى للاتفاق مع الحكومة، حيث طالبت الجبهة بوقف العمليات العسكرية، وإطلاق سراح المعتقلين السياسيين، وعودة المنفيين السياسيين إلى البلاد، مقابل قيام الجبهة بإعادة المناطق الواقعة تحت سيطرتها (32).
ومع مرور الوقت أخذ أنصار الجبهة الإسلامية يضاعفون نشاطهم، حيث تمركزت فرقها في تلك المناطق التي كان للجبهة الوطنية الديمقراطية فيها نشاط فعال، وجنبًا إلى جنب مع قوات الجيش النظامي، أوقعت فرق الجبهة الإسلامية هزيمة ماحقة بفرق الجبهة الوطنية الديمقراطية، وذلك في مايو ـ يونيو 1982م. وفي ذلك الحين نمت القدرة القتالية للجيش النظامي، فتحت ضغط الجيش ودعم «الجبهة الإسلامية» أجبرت قيادة الجبهة الوطنية الديمقراطية على الانسحاب من بعض المناطق الخاضعة لسيطرتها (33).
وفي شهر يونيو أعلن ممثلو الجبهة الوطنية الديمقراطية عن سحب فرق الجبهة ومعداتها من المنطقة الوسطى، ومنطقتي ريمة ووصاب، تحت ضغط القوات المسلحة اليمنية والإخوان المسلمين في اليمن، وهكذا انتهت حرب العصابات التي شنتها الجبهة الوطنية الديمقراطية على مدى خمس سنوات، من 1978م وحتى عام 1982م بالفشل والهزيمة (34).

## بعد الحرب
بعد انتهاء حرب المناطق الوسطى، تعززت العلاقة بين الاخوان ونظام الرئيس علي عبد الله صالح، وأخذ التعاون بينهما بُعدًا استراتيجيًا، واتجه العمل بينهما إلى استكمال بناء مؤسسات الدولة وتأمينها ضد المخاطر الفكرية والسياسية والعسكرية المحتملة من قبل النظام في الجنوب، فالدور الذي قام به الإخوان في القضاء على التمرد المسلح لليساريين وجد تقدير كبير لدى الرئيس، كما يشير الشيخ عبد الله بن حسين الأحمر إلى ذلك في مذكراته: 
| حرب الجبهة | أكد القناعة لدي الرئيس أننا نعتبر سنداً له وأننا قد تحملنا العبء الأكبر في الدفاع عن الوطن والعقيدة | حرب الجبهة |

ولم تقتصر المعركة مع تنظيم اليسار المعارض في الشمال على الجانب السياسي والعسكري، بل امتدت إلى الجانب الفكري، فقد تولى الإخوان القيام بمهمة المواجهة الفكرية مع الأيدلوجية الماركسية، وتبنوا إستراتيجية لتحصين المجتمع ضد الأفكار اليسارية، وكانت المعاهد العلمية تحتل مكانا متميزا في تلك الاستراتيجية، ويبدو أن ذلك هو ما جعل الرئيس لا يتجاوب مع الضغوط التي كانت تمارسها بعض القوى اليسارية والإمامية والليبرالية لإلغاء المعاهد العلمية، ودمجها مع المدارس في نظام تعليمي واحد.

## ألغام القذافي
أثناء الصراع مع الجبهة كانت الجماهيرية الليبية تدعم الجبهة الوطنية في المناطق الوسطى من اليمن والتي كانت تؤيد الجنوب اليمني الذي كانت تحكمه الاشتراكية، وحسب ما تناقلته الوسائل الإعلامية فإن (12) مليون لغم قدمته ليبيا لمؤيديها في شمال اليمن (تحديداً المناطق الوسطى). ورغم انتهاء الصراع إلاَّ أن الأضرار التي خلفتها الألغام لم تنته بعد، ولازال تحصد ضحايا من المواطنين حتى الآن، وحسب رئيس لجنة شؤون الألغام في اليمن قاسم الأعجم فإن السجل الوطني للألغام الذي نفذ مؤخراَ حدد (592) منطقة متأثرة بالألغام في 19 من 21 محافظة. بلغ عدد ضحايا الألغام اليمنيين نحو (50) ألف ضحية 96% منهم من الأطفال.
في 2007 رفع محام يمني دعوى قضائية ضد الرئيس الليبي معمر القذافي معتبرا أنه مسؤول عن أحداث التخريب وزرع الألغام في المناطق الوسطى باليمن خلال حقبة السبعينيات والثمانينيات. وقال المحامي محمد علي علاو إنه حصل على توكيل من (180) شخصا من أسر الضحايا، وثمانية منهم من أسرته.
ألقت الجماهيرية الليبية بكل ثقلها في أوائل الثمانينات على رهان الإطاحة بنظام الرئيس علي عبد الله صالح من خلال الدعم التسليحي المفتوح للجبهة الوطنية- وهي قوى مناهضة لنظام صنعاء، أحتضنها نظام الشطر الجنوبي- لتتحول جميع مناطق الأطراف بين الشطرين إلى أكبر حقل ألغام عرفته منطقة الشرق الأوسط، ولتتحول البندقية المعروفة بـ (الليبي) إلى تقليعة اليمن التي يجوب بها الصغار والكبار كل مكان من أرجاء اليمن ليشيعوا الموت بكل من يعترض طريقهم. إن حسابات المرحلة الحالية لا يمكن أن تـُقرأ بغير نفس الأرقام التي حملها نظام العقيد القذافي لرسم معادلاته لمستقبل الجزيرة العربية والخليج، ومن نفس نظرة «غرور الزعامة» و«داء العظمة» التي تدفعه للاعتقاد بأنه زعيم فوق كل الرهانات.

## ملاحظة
1. ↑  أهم تلك المطالب: شرعية وعلنية نشاط الأحزاب والنقابات، وقيام مجلس شورى يشارك فيه اليسار، وتنفيذ تحولات اجتماعية وإدارية، وإطلاق سراح المعتقلين السياسيين، ووقف تدخل السعودية، والعمل على قيام الوحدة.